# Реіфікація (помилка)
Реіфікація (також відома як конкретизм, гіпостатизація або помилка недоречної конкретності) — це помилка двозначності, коли абстракція (абстрактне переконання чи гіпотетична конструкція) розглядається так, ніби це конкретна реальна подія чи фізична сутність. Поширеним випадком реіфікації є змішування моделі з реальністю: «карта — це не територія». Потенційний наслідок реіфікації ілюструється законом Гудхарта, де зміни в вимірюванні явища помилково приймаються за зміни самого явища.
Реіфікація є частиною нормального використання природної мови (наприклад, метонімії), а також літератури, де реіфікована абстракція передбачається як фігура мови та фактично розуміється як така. Але використання реіфікації в логічних міркуваннях або риториці вводить в оману і зазвичай розглядається як помилка.

## Етимологія
Термін «реіфікація» походить від поєднання латинських термінів res («річ») і — fication, суфікса, пов'язаного з facere («робити»). Таким чином, реіфікацію можна вільно перекласти як «створення речі»; перетворення чогось абстрактного на конкретну річ чи предмет.

## Теорія
Реіфікація відбувається коли природні чи соціальні процеси неправильно розуміються або спрощуються, наприклад, коли людські творіння описуються як «факти природи, результати космічних законів або прояви божественної волі».
Реіфікація може походити від вродженої тенденції спрощувати досвід, припускаючи сталість наскільки це можливо.

## Помилка недоречної конкретності
За словами Альфреда Норт Уайтхеда, людина допускає помилку недоречної конкретності, коли приймає абстрактне переконання, думку чи концепцію про те, як відбуваються речі, за фізичну або «конкретну» реальність: "… Тут є помилка, в основному неумисна помилка сприйняття абстрактного як конкретного. Це приклад того, що можна назвати «помилкою недоречної конкретності». ' Уайтхед запропонував цю помилку в дискусії про співвідношення просторового та часового розташування об'єктів. Він відкидає уявлення про те, що конкретному фізичному об'єкту у Всесвіті можна приписати просте просторове чи часове розширення, тобто без посилання на його зв'язки з іншими просторовими чи часовими розширеннями.
[…] окрім будь-якого суттєвого посилання на відношення [частини] матерії до інших регіонів простору […] немає жодного елемента, який би мав цей характер простого розташування. [. . . Натомість] я вважаю, що за допомогою процесу конструктивної абстракції ми можемо дійти до абстракцій, які є просто розташованими фрагментами матеріалу, та до інших абстракцій, які мисляться включеними в наукову схему. Відповідно, справжня помилка є прикладом того, що я назвав: помилка недоречної конкретності.

## Порочний абстракціонізм
Вільям Джеймс використовував поняття «порочного абстракціонізму» та «порочного інтелектуалізму» в різних місцях, особливо для критики ідеалістичних філософій Іммануїла Канта та Георга Вільгельма Фрідріха Гегеля. У «Значенні істини» Джеймс писав:
Дозвольте мені дати назву «порочного абстракціонізму» способу використання понять, який можна описати таким чином: ми уявляємо конкретну ситуацію, виділяючи в ній якусь помітну чи важливу рису та класифікуючи її за цією рисою; потім, замість того, щоб додати до її попередніх символів усі позитивні наслідки, які може принести новий спосіб її уявлення, ми продовжуємо використовувати наше поняття приватно; зводячи початково багате явище до голих припущень цієї абстрактно взятої назви, розглядаючи її як випадок «нічого, крім» цієї концепції, і діючи так, ніби всі інші символи, з яких абстрагується концепція, були вилучені. Абстракція, функціонуючи таким чином, стає засобом зупинки думки набагато більше, ніж засобом просування думки. . . . Порочно приватне використання абстрактних символів і назв класів, я переконаний, є одним із великих первородних гріхів раціоналістичного розуму.
У розділі «Методи та пастки психології» в «Принципах психології» Джеймс так описує пов'язану з цим помилку, помилку психолога: "Велика пастка психолога — це змішання його власної точки зору з точкою зору розумового факту, про який він робить свій звіт. Надалі я буду називати це «помилкою психолога» par excellence " (том 1, стор. 196). Джон Дьюї наслідував Джеймса в описі різноманітних помилок, включаючи «філософську помилку», «аналітичну помилку» та «помилку визначення».

## Використання конструктів у науці
Поняття «конструкт» має довгу історію в науці; воно використовується в багатьох, якщо не в більшості, галузей науки. Конструкт — це гіпотетична пояснювальна змінна, яка не піддається безпосередньому спостереженню. Наприклад, поняття мотивації в психології, корисності в економіці, гравітаційного поля у фізиці є конструктами; їх не можна безпосередньо спостерігати, натомість вони є інструментами для опису природних явищ.
Ступінь, до якого конструкт корисний і прийнятий як частина поточної парадигми в науковому співтоваристві, залежить від емпіричних досліджень, які продемонстрували, що науковий конструкт має конструктивну валідність (особливо, прогностичну валідність). Таким чином, на противагу Уайтхеду багато психологів схоже, вірить, що правильно зрозуміла й емпірично підтверджена «помилка реіфікації», застосована до наукових конструктів, взагалі не є помилкою; це частина створення та оцінки теорії в «нормальній науці».
Стівен Джей Гулд значною мірою спирається на ідею помилковості реіфікації у своїй книзі The Mismeasure of Man. Він стверджує, що помилка у використанні показників коефіцієнта інтелекту для оцінки інтелекту людей полягає в тому, що те, що величина під назвою «інтелект» або «коефіцієнт інтелекту» визначається як вимірювана річ, не означає справжнього інтелекту, таким чином заперечуючи валідність конструкта «інтелект».

## Зв'язок з іншими помилками
Патетична помилка (також відома як антропоморфна помилка або антропоморфізація) є специфічним типом реіфікації. Подібно до того, як реіфікація є приписуванням конкретних характеристик абстрактній ідеї, патетична помилка вчиняється, коли ці характеристики є специфічно людськими характеристиками, особливо думками чи почуттями. Патетична помилка також пов'язана з персоніфікацією, яка є прямим і явним приписуванням життя та почуття предмету, про який йде мова, тоді як жалюгідна помилка є набагато ширшою та більш натяковою.
Анімістична помилка передбачає приписування події чи ситуації особистого наміру.
Помилку реіфікації не слід плутати з іншими помилками двозначності:
- Помилка наголосу[en], де двозначність виникає через наголос (акцент) на слові чи фразі
- Синтаксична неоднозначність, словесна помилка, що виникає через двозначність у граматичній структурі речення
- Помилка композиції, коли припускається, що ціле має властивість лише тому, що різні його частини мають цю властивість
- Помилка поділу, коли припускається, що різні частини мають властивість виключно тому, що ціле має таку саму властивість
- Двозначність, оманливе використання слова з кількома значеннями

## Як риторичний прийом
Риторичні прийоми метафори та персоніфікації виражають певну форму реіфікації, але не помилку. Ці прийоми, за визначенням, не застосовуються буквально і, таким чином, виключають будь-який помилковий висновок про те, що формальна реіфікація є реальною. Наприклад, метафора, відома як патетична помилка, «море розгнівалося» уособлює гнів, але не означає, що гнів є конкретною субстанцією, або що вода має почуття. Відмінність полягає в тому, що помилка містить хибне міркування, а не просту ілюстрацію чи поезію риторики.

## Контрприклади
Реіфікація, хоча є зазвичай помилкою, іноді вважається вагомим аргументом. Томас Шеллінг, теоретик ігор часів холодної війни, стверджував, що для багатьох цілей абстракція, яка поділяється різними людьми, стає реальною. Деякі приклади включають вплив круглих чисел на ціни акцій, важливість індексу Dow Jones Industrial, національні кордони, привілейовані числа та багато інших.